# دون إلدر
دون إلدر هي مؤلفة موسيقية وعازفة بيانو أمريكية ومديرة أعمال ومنتجة موسيقية، اشتهرت بجهودها في دمج موسيقى الشرق الأوسط مع موسيقى الروك والبوب المعاصرة. في ثمانينيات القرن العشرين.
بدأت العمل كمديرة حفلات ومنتجة موسيقية ومديرة تنفيذية للتسجيلات أو ممثلة لفنانين مختلفين. عملت لعدة سنوات كنائبة لرئيس شركة موندو من عام 1999، وساعدت في إنتاج ألبومات مع ستينج، والشاب مامي، وسيمون شاهين، والشاب خالد. أسست إلدر شركة ترفيهية مقرها كاليفورنيا.
قامت إلدر بتطوير وإخراج برامج خاصة لشبكات مثل أيه بي سي وإن بي سي وبي بي إس وإم تي في والإذاعة الوطنية العامة. أسست مهرجان الصداقة الدولي السنوي في كاليفورنيا، ومهرجان السلام من خلال الموسيقى، ومهرجان فريق أمريكا، والعديد من المهرجانات والمؤتمرات الثقافية الأخرى في الولايات المتحدة.
في عام 2012، شاركت إلدر في تأسيس شركة World Harmony Studios وDE Music في سانتا باربرا. في ذلك العام، جمعت إلدر فرقة أصوات أفغانستان، وهي فرقة أفغانية تضم المغنية أوستاد فريدة ماهواش، وأستاذ الرباب همايون سخي، وأنجيليك كيدجو، وغيرهما من الفنانين البارزين، وساعدت في تأليف العديد من الأغاني في الألبوم الأول للمجموعة.
كانت مستشارة المواهب الدولية لحفل ماستر بيس في عام 2014، كما شاركت في كتابة النسخة العربية من أغنية بوب سيجر Turn the Page، والتي تم أداؤها في حفل الألوان. من بين الأحداث الأخرى، في عامي 2014 و2015، ابتكرت مفهوم وخططت لحفل When Music Matters باعتباره ختام مهرجان أبو ظبي الأكبر. كمتحدثة عامة دورية، تواصل إدارة وتدريس القمة الموسيقية والصوتية النهائية، وهو برنامج تعليمي صوتي وموسيقي للأطفال أسسته في عام 2015.

## سيرتها
ولدت داون إلدر ونشأت في سان فرانسيسكو، كاليفورنيا. هي من أصول شرق أوسطية ومتوسطية؛ والدتها من لبنان، بينما والدها من أصل فلسطيني. تم تسمية دون على اسم المغنية اللبنانية صباح، والتي يعني اسمها الأول الصباح الباكر باللغة العربية. كانت إلدر تستمع إلى موسيقى الروك أند رول، وتدرس العزف على البيانو الكلاسيكي. التحقت إلدر بجامعة كاليفورنيا، بيركلي في أوائل الثمانينيات، وحصلت على درجة مزدوجة في الكيمياء الحيوية والموسيقى. أخذت فترة استراحة لتوجيه وإنتاج سلسلة من المهرجانات والفنانين والأحداث في سانتا باربرا، كاليفورنيا للترويج للفنانين العالميين واللاتينيين والروك. تخرجت لاحقًا من جامعة كاليفورنيا بدرجة في تعليم الموسيقى.

## حياتها المهنية
الإدارة المبكرة للمهرجانات (1990-1995)
في عام 1990 بدأت إيلدر العمل مع الممثلة الأمريكية وودي هارلسون. وبعد مرور عام ساعدت في إخراج وإنتاج برنامج Halloween Special على قناة إيه بي سي بعنوان Woody Harrelson، وهو أحد أول أعمالها التلفزيونية. وفي عام 1990 أيضًا بدأت العمل مع مايك لوف من فرقة The Beach Boys، وبعد عامين بدأت في إدارة ابنه كريستيان لوف ومجموعته الموسيقية Alex's Cane. عملت أيضًا مع أرلو جوثري في مشروع لمدة عامين. في عام 1991 بدأت في تطوير وتنظيم المؤتمر النصف سنوي الأول TEAM EXPO، والذي استقطب 100 ألف مشارك. مع أن الاسم يرمز إلى التدريس. الترفيه. الفنون. الموسيقى، فقد عملت مع منظمة TEAM حتى عام 2000.
أنتجت إلدر أول مهرجان PATHES، والذي رعته جمعية الحفاظ على التراث الفني التقليدي الترفيهي، في مايو 1995. وفقًا لصحيفة لوس أنجلوس تايمز حول الأحداث، عندما انتشر الروك اللاتيني كسلالة شعبية في موسيقى كاليفورنيا، كان [إيلدر] رائدًا في مهرجان الرقص الإسباني وفعاليات الحفلات الموسيقية للاحتفال بالتاريخ اللاتيني للساحل الأوسط. وفي عام 1995 أيضًا، نسق إيلدر برنامج المنح الدراسية لمشروع تعليم معلمي الغد، بالعمل مع مايك لوف في حفلات جمع التبرعات. في عام 1995 أصبحت أيضًا مديرة فنية وممثلة لفرق مثل جورج كلينتون وبرلمان -فانكاديك. بحلول نهاية عام 1995، كانت قد أنتجت مئات الحفلات الموسيقية والمهرجانات، بما في ذلك برمجة الترفيه لمهرجان العالم اللاتيني الأمريكي Old Spanish Days.
مهرجان الصداقة الدولي (1996)
إلدر هي مؤسسة مهرجان الصداقة الدولي في كاليفورنيا. نشأ المشروع في أواخر عام 1996، عندما طلب كاتب الأغاني مايكل سيمبيلو من إلدر المساعدة في التخطيط لتصوير فيديو في سانتا ماريا لأغنيته One Planet One People. توسع المشروع، وذكرت صحيفة لوس أنجلوس تايمز ما أصبح يُعرف باسم مهرجان الصداقة الدولي الذي كان يطمح إلى جلب أكبر عدد ممكن من الأعراق والفرق الموسيقية إلى مكان واحد في كاليفورنيا. في منتصف التسعينيات أيضًا، تعرفت إلدر على الملحن الموسيقي العربي سيمون شاهين ومجموعات مثل فرقة كان زمان المجتمعية في أركاديا، وهي أوركسترا عربية تطوعية بالكامل تخلق أصواتًا سيمفونية تستند إلى التقاليد الموسيقية القديمة. علمت أيضًا أن صباح، التي تحمل نفس اسمها، كانت تزور لوس أنجلوس. وعندما ذكرت إيلدر أنها تحاول تقديم الموسيقى العربية لجمهور كبير في لوس أنجلوس، عرضت صباح تقديم عرض مجاني. في الفعالية الأولى، ذكرت صحيفة لوس أنجلوس تايمز أن صباح جمعت فرقة أوركسترا أمريكية عربية بالكامل لدعمها، وقدمت عرضًا أمام حشد غفير من جنوب كاليفورنيا، وشاركت بصوتها، إلى جانب عازفي فرقة كان زمان، في أداء حي لأغنية سيمبيلو عن الوحدة العالمية. شكّل هذا الحدث المؤثر نقطة تحول في مسيرة إيلدر الفنية، وحدثًا بارزًا في مسيرة الجالية العربية الأمريكية في لوس أنجلوس. وتواصل إيلدر تنظيم الفعاليات.
البرامج التلفزيونية وArk 21 (1997–2003)
ساعدت في البث العالمي One Planet One People والبرنامج الخاص على قناة بي بي إس من عام 1997 إلى عام 1998، وفي عام 1998 عملت أيضًا على أول حفل توزيع جوائز الموسيقى والفنون والأدب العربي الأمريكي، بحضور أكثر من 50000 شخص في البث المباشر والفعاليات في واشنطن العاصمة وفي التسعينيات أيضًا، بدأت في إنتاج وإدارة فنانين مثل صباح، ووديع الصافي، ومايكل سمبيلو، وذا بريدج، وسيمون شاهين، ومحمد وردي، وجورج كلينتون وبي فانك، وشاب خالد، وشاب مامي، وبعض المشاريع لستيفي وندر. ساهم إلدر في ترتيب وإنتاج ألبوم محمد وردي مع الطيور الأفريقية عام 1998 للمغني وكاتب الأغاني السوداني محمد وردي، والذي فاز بالجائزة الوطنية للتميز. في العام التالي أنتجت ألبومًا ثانيًا لوردي بعنوان الشوق إلى الوطن. في عام 1999، أنشأت وأنتجت حدث دبكة للسلام في لوس أنجلوس، والذي ركز على الرقص الشعبي العربي الدبكة. شاركت فرقة آدم بسمة للرقص في النسخة التلفزيونية التي فازت بجائزة تيلي.
في عام 1999، قام الرئيس التنفيذي لشركة Ark 21 مايلز كوبلاند بتعيين إيلدر كنائبة لرئيس الشركة، وقد جلبت عددًا من فنانيها إلى الشركة. في العام التالي بدأت بإنتاج عدد كبير من الألبومات على Ark 21، بدءًا من تسجيل تاريخي مباشر لأساتذة اللغة العربية وديع الصافي وصباح فخري. سجلت ورتبت وأنتجت الألبومات، كما عملت كمنتجة تنفيذية وأخرجت البث التلفزيوني المباشر للتسجيل المباشر التاريخي للأساتذة العرب. في ذلك العام كانت أيضًا المنتجة التنفيذية لألبوم كاظم الساهر. كما واصلت العمل على ألبومات غير تابعة لـArk 21. ومن بين مشاريعها الأخرى، أعلنت في عام 2000 عن إدارتها لمشروع حفل موسيقي أمريكي للمغنية اللبنانية فيروز، بالإضافة إلى مشاريع ثقافية لستينج.
الإنتاج وكتابة الأغاني (2001–2004)

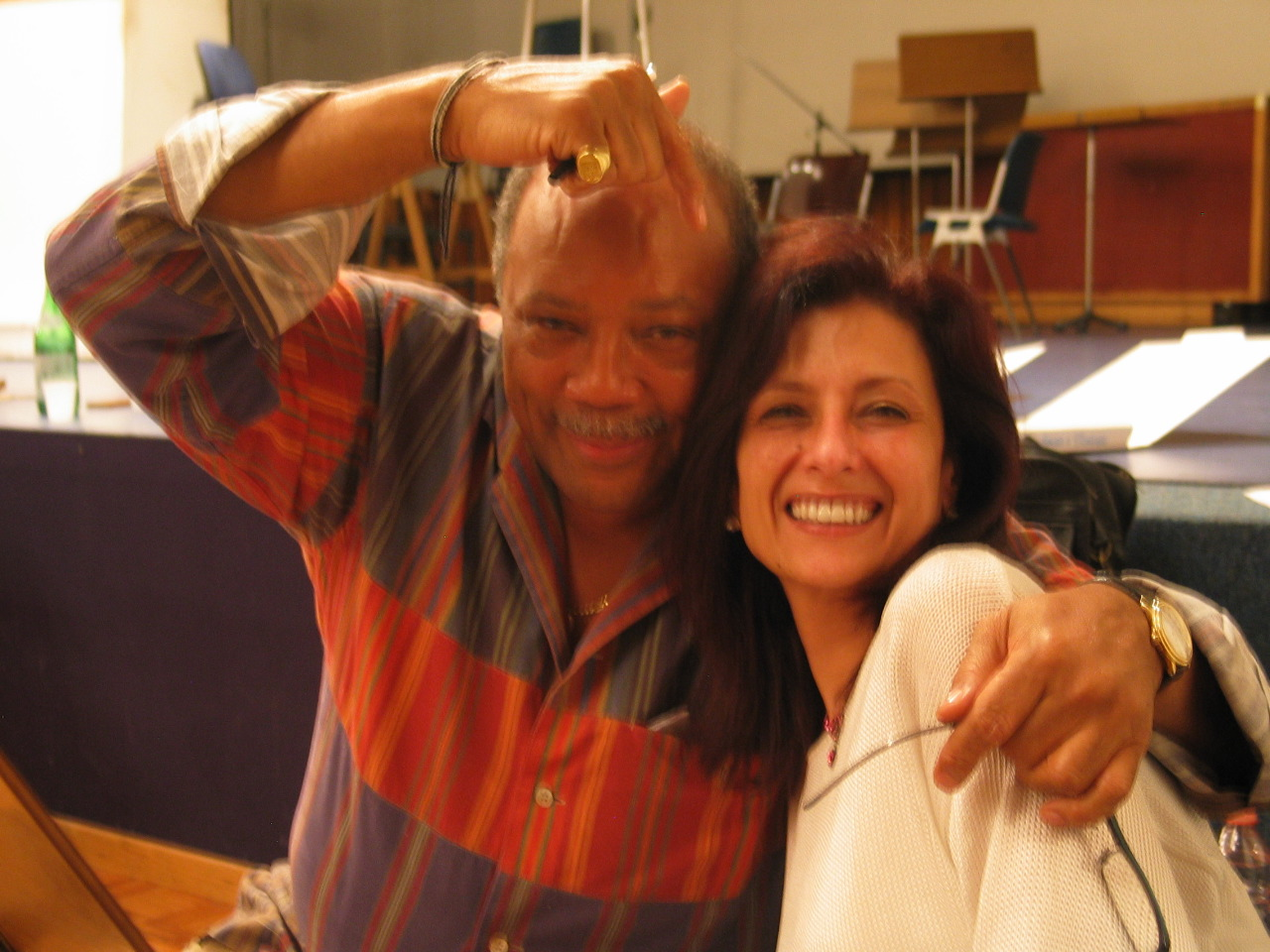
الشيخ وكوينسي جونز في روما

في عام 2001 تضمنت إنتاجاتها في Ark 21 ألبومًا لحكيم بعنوان The Lion Roars. ومن بين ألبومات Ark 21 الأخرى التي أنتجتها في عام 2001 Nomad: Best of Amina من أمينة العنابي، و Blue Flame من سيمون شاهين، من الشاب مامي، والذي وصل إلى المركز السابع على قائمة أفضل ألبومات الموسيقى العالمية. في عام 2001 أيضًا كانت المنتجة التنفيذية لمجموعة ورود الصحراء والإيقاعات العربية، المجلد. 1، وورود الصحراء والإيقاعات العربية، المجلد. 2 في عام 2002 أيضًا. وفقًا لصحيفة بوسطن فينيكس عام 2001، في الصيف الماضي، أصدرت شركتا تسجيل موسيقيتان عالميتان بارعتان، بوتومايو وسيكس ديغريز، عينات موسيقية عربية. لكن الفضل الأكبر في ازدهار الموسيقى العربية يعود إلى شركة موندو ميلوديا، التابعة لشركة آرك 21 ومقرها كاليفورنيا.
في عام 2003، شاركت في كتابة أغنية "الحب والرحمة"، والتي قدم فيها كاظم الساهر أول أغنية له باللغتين الإنجليزية والعربية مع باولا كول وكارينا باسيان. شاركت في إنتاج الأغنية مع ك.س.بورتر تم عرض المسار على قرص مضغوط بعنوان Love and Compassion من قبل المتحف الوطني العربي الأمريكي، والذي قامت دون بتجميعه. كما شاركت في إنتاج برنامج "نريد السلام" الذي شارك فيه كل من ليني كرافيتز، كاظم الساهر، سيمون شاهين وجيمي حداد. في الأصل، أصدرت منظمة الشباب Rock The Vote، ومقرها ريدوندو بيتش، الأغنية في فبراير 2003. تم إعادة إصداره في عام 2006.
"حب الشعب" والأحداث (2005-2011)
في عام 2004 شاركت في إنتاج ألبوم للمطرب الشاب خالد، وفي ذلك العام بدأت أيضًا العمل مع فنانة التسجيل ديف جام، كارينا باسيان، ودي جي الشاب الصباح، وبسام سابا. كانت إلدر منتجًا تنفيذيًا ومنتجًا مشاركًا ومؤلفًا مشاركًا في أغنية "حب الشعب" لعام 2005، وهي دويتو بين كارلوس سانتانا والمغني الجزائري الشاب خالد. أطلقت صحيفة لوس أنجلوس تايمز على الأغنية اسم "الاندماج العرقي الأمريكي" كما تم ترشيح ألبوم "Love to the People" Peace Through Music لجائزة جرامي. شاركت في تأسيس برنامج Ultimate Music and Vocal Summit في عام 2005، والذي يقدم "التوجيه والتدريب على صناعة الصوت والموسيقى وكتابة الأغاني والأداء والإنتاج" للأطفال الذين يتطلعون إلى ممارسة مهنة كمغنين. أطلقت قناة إيه بي سي نيوز على إيلدر لقب واحدة من أكثر المنتجين تأثيرًا في وقتها في عام 2006.
من عام 2007 إلى عام 2008 شاركت في تصور وإنتاج مهرجان الموسيقى والرقص السوداني، والذي جمع فنانين سودانيين من مناطق مختلفة لتقديم عروضهم في نيويورك وديترويت وشيكاغو، بما في ذلك العروض المجانية في سنترال بارك سمرستيج. بعد إدارة Enzo Avitabile، في عام 2009 بدأت في التعامل مع مشاريع خاصة في الشرق الأوسط لجنيفر لوبيز، كما نظمت أيضًا حدث بالتعاون مع الجمعية الطبية العربية الوطنية. بمشاركة فنانين مثل خالد وأصالة نصري ورضا العبد الله، تم جمع الأموال لصالح المساعدات الطبية للأطفال في الشرق الأوسط. في عام 2010 قامت بتنظيم وإنتاج جميع الفنانين العالميين لتسجيل وتصوير فيديو في استوديوهات كابيتول للتسجيل مع المنتج الأمريكي سبنسر بروفر، مع فنانين مثل تشنغ لين.
كما نظمت شركة إلدر حدث في عام 2010، وتبع ذلك في عام 2011 أول حفل موسيقي في الشرق الأوسط لنجوم كوينسي جونز. في 21 نوفمبر 2009، قدمت العرض الأول عالميًا لحدث الوسائط المتعددة صحارى، والذي كان يهدف إلى عرض الثقافة العربية. كان الحدث برئاسة خالد وأصالة نصري ورضا العبد الله، مع عروض من قبل كيه سي بورتر وكارينا باسيان، وأقيم في ساحة إم جي إم جراند جاردن. دعماً لليوم العالمي للطفل، ذهبت جميع الأرباح إلى مؤسسات خيرية للأطفال في منطقة الشرق الأوسط وشمال أفريقيا، وخاصة الجمعية الطبية العربية الأمريكية الوطنية، والمركز العربي المجتمعي للخدمات الاقتصادية والاجتماعية.
فجر الشيخ الإعلامي العالمي، أصوات أفغانستان (2012-2013)

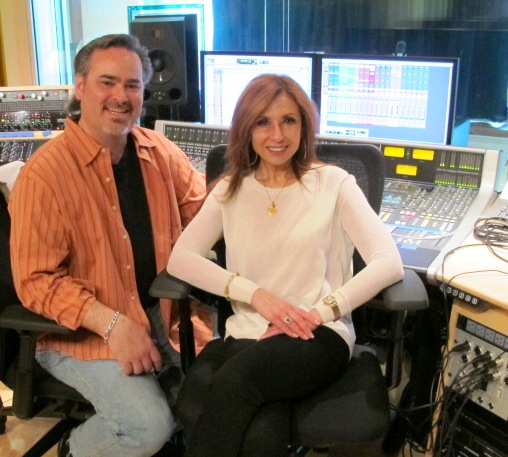
دون إلدر والمهندس بات ماكدوجال يسجلان أصوات أفغانستان

بعد عملها في Ark 21، أسست إلدر شركة Dawn Elder World Media & Entertainment Enterprises، وهي شركة ترفيهية مقرها كاليفورنيا. كواحد من مشاريعها الأولى مع الشركة الجديدة، عملت في عام 2012 مع فيل رامون، ودون واس، وسام نابى لتنظيم حفل. تم افتتاح الحدث من قبل الدالاي لاما، وحضره حوالي 27000 شخص. كتبت إيلدر إحدى الأغاني الرئيسية، "يوم جديد في الأفق"، والتي قدمتها ووبي جولدبرج مع فرقة من الفنانين الشباب من الشرق الأوسط. كما قامت بتنسيق أداء الفنانة الأفغانية الأستاذة فريدة ماهواش في هذا الحدث، والذي شاهده 44 مليون مشاهد.
في عام 2013، قامت إلدربتعديل كلمات النسخة العربية من أغنية " الأرنب الأبيض" على الموسيقى التصويرية لفيلم احتيال أمريكي، حيث قامت بإحضار المغنية غير المعروفة آنذاك ميساء كارا لغناء الأغنية الرئيسية. اقترح منتج الأغاني مارك باتسون استخدام كلمات غير إنجليزية، كما اتصل المشرف الموسيقي للفيلم بإيلدر. تم ترشيح الألبوم لجائزة جرامي لأفضل موسيقى تصويرية مجمعة.
في عام 2012 أسست إلدر و سام نابي شركة World Harmony Studios-DE Music Records في نيويورك وكاليفورنيا. في ذلك العام، جمعت إلدر فرقة أصوات أفغانستان، وهي فرقة أفغانية تضم المغنية أوستاد فريدة ماهواش، وأستاذ الرباب همايون سخي، وفرقة سخي. تُركز الفرقة على الموسيقى المعاصرة ومزيج من الغزليات، وهي أغاني شعبية أفغانية مشبعة بالتصوف. قامت الفرقة بجولتها الأولى في خريف عام 2012، وقدمت عروضها في حفل "العالم الواحد" الذي افتتحه الدالاي لاما.
المشاريع الأخيرة (2014–2016)
اعتبارًا من عام 2014، كانت إلدر تطور العديد من المهرجانات الجديدة، جنبًا إلى جنب مع العمل المستمر مع فنانين بما في ذلك أصالة نصري، وسيمون شاهين، وكاظم الساهر، وألفونسو جونسون، وبسام سابا وأوركسترا نيويورك العربية، وأستاذة فريدة ماهواش، وأصوات أفغانستان، وإنزو أفيتابيل، وأمينة، وسعاد ماسي، وآخرين.
في عام 2014، كتبت وأنتجت ألبومين جديدين وحدثًا يضم مشاهير عالميين. كانت مستشارة المواهب الدولية لحفل ماستر بيس في ذلك العام، وأنتجت الشركة حدث، حيث جلبت فنانين لتقديم عروضهم في 21 سبتمبر 2014. في عام 2014، شاركت إلدر وحنين عمر في كتابة النسخة العربية من أغنية بوب سيجر. تم تقديم الأغنية في حفل الألوان في قاعة الأوركسترا في ديترويت، في 7 يوليو 2014.
في عام 2015، ابتكرت مفهوم وخططت لحفل "عندما تكون الموسيقى" مهمة باعتباره ختام مهرجان أبو ظبي الأكبر، وهو مهرجان فني وثقافي "يهدف إلى تعزيز التفاهم بين الثقافات ودعم الإنتاج الثقافي الإقليمي". وبصفتها منتجة فنية وموسيقية للحدث، فقد حجزت فنانين مثل ماركوس ناند لأداء الحفلات الموسيقية، بالإضافة إلى مجموعة متنوعة من فناني الموسيقى العالمية.

## قمة الموسيقى الصوتية النهائية
شاركت إلدر عام 2005 في تأسيس برنامج "التوجيه والتدريب على صناعة الصوت والموسيقى وكتابة الأغاني والأداء والإنتاج" للأطفال الذين يتطلعون إلى ممارسة مهنة المطربين. تستمر كل قمة لمدة تتراوح من ثلاثة إلى خمسة أيام، مع فريق من المدربين الذين يقدمون كل من الفصول الدراسية والجلسات الفردية في استوديوهات في بوربانك، كاليفورنيا. يتم تصوير المطربين أيضًا وهم يؤدون مع فرقة موسيقية حية. كان للقمة الأولى متحدثون رئيسيون مثل ريكي ماينور وكيني أرونوف.

## الحياة الشخصية
تقيم داون إلدر في سانتا باربرا من عام 2006، على الرغم من أنها تسافر كثيرًا دوليًا للعمل.

## الجوائز والترشيحات
| سنة  | جائزة                           | العمل المرشح                             | فئة                                       | نتيجة |
| ---- | ------------------------------- | ---------------------------------------- | ----------------------------------------- | ----- |
| 2015 | جوائز جرامي                     | الموسيقى التصويرية لفيلم American Hustle | أفضل موسيقى تصويرية مجمعة للوسائط المرئية | مُرشَّح  |
| 2024 | جوائز هوليوود للموسيقى المستقلة | يدين                                     | المنتج/الإنتاج                            | مُرشَّح  |

## ديسكوغرافيا
الألبومات
| السنة | عنوان الإصدار                                                | الفنان(ون) الأساسي(ون) | ملصق                 | ملاحظات، الدور                                                       |
| ----- | ------------------------------------------------------------ | ---------------------- | -------------------- | -------------------------------------------------------------------- |
| 1998  | محمد وردي مع الطيور الأفريقية                                | محمد وردي              |                      | مُرتِّب، مُنتِج مُشارك، مُنتِج مُنفِّذ. حاز الألبوم على الجائزة الوطنية للتميز. |
| 1999  | الشوق للوطن                                                  | محمد وردي              |                      | منتج                                                                 |
| 2000  | تسجيل تاريخي مباشر لأساتذة الغناء العربي: مغنيا تينور وقنطرة | وادي الصافي، صباح فخري | Ark 21               | تم تسجيله وترتيبه وإنتاجه وتنفيذه وإخراج البث التلفزيوني المباشر     |
| 2000  | الحب المستحيل                                                | كاظم الساهر            | Ark 21               | المنتج التنفيذي                                                      |
| 2001  | زئير الأسد: مباشر من أمريكا                                  | حكيم                   | Ark 21/Mondo Melodia | مخرج ومنتج تنفيذي                                                    |
| 2001  | شاباز                                                        | شاباز                  | Ark 21/Mondo Melodia | المنتج التنفيذي                                                      |
| 2001  | راوي                                                         | سعاد ماسي              | Wrasse Records       | دور غير معروف                                                        |
| 2001  | نوماد: أفضل أغاني أمينة                                      | أمينة                  | Ark 21/Mercury       | المنتج التنفيذي                                                      |
| 2001  | ديلالي (#7 في قائمة أفضل ألبومات الموسيقى العالمية)          | الشاب مامي             | Ark 21/Virgin        | المنتج التنفيذي                                                      |
| 2001  | اللهب الأزرق                                                 | سيمون شاهين، قنطرة     | Ark 21/Universal     | مخرج ومنتج تنفيذي                                                    |
| 2001  | ورود الصحراء والإيقاعات العربية، المجلد الأول                | متنوع                  | Ark 21               | مخرج ومنتج تنفيذي                                                    |
| 2002  | ورود الصحراء والإيقاعات العربية، المجلد الثاني               | متنوع                  | Ark 21               | المنتج التنفيذي                                                      |
| 2004  | يا رايي                                                      | الشاب خالد             | Universal            | منتج صوتي، منتج مشارك/منتج تنفيذي                                    |
| 2008  | التفاني                                                      | دي جي شاب الصباح       | Six Degrees          | إدارة                                                                |
| 2012  | غروب الشمس في الصحراء: إيقاعات وألحان اندماجية عالمية        | متنوع                  | CIA                  | منتج                                                                 |
| 2013  | أغاني حب للإنسانية                                           | أصوات أفغانستان        | De Music             | مخرج/ منتج تنفيذي، ملحن                                              |

أغاني فردية
| السنة | عنوان                          | الألبوم                                  | الفنان الأساسي                                           | الشهادات والدور                             |
| ----- | ------------------------------ | ---------------------------------------- | -------------------------------------------------------- | ------------------------------------------- |
| 1997  | "كوكب واحد وشعب واحد"          | مواطني العالم DVD                        | مايكل سيمبيلو                                            | منتج مشارك                                  |
| 2003  | "الحب والرحمة"                 | الحب والرحمة                             | باولا كول، كارينا باسيان، كاظم الساهر                    | منتج مشارك، كاتب مشارك                      |
| 2005  | "الجميع في كل مكان"            | الأمم المتحدة                            | سيمون شاهين                                              | شارك في كتابة كلمات الأغاني مع رود تيمبرتون |
| 2005  | "حب الناس"                     | السلام من خلال الموسيقى                  | كارلوس سانتانا، الشاب خالد                               | منتج، منفذ، كاتب مشارك                      |
| 2006  | "نريد السلام"                  | روك ذا فوت والألعاب الأولمبية            | ليني كرافيتز، كاظم الساهر، سيمون شاهين، جامي حداد        | منتج                                        |
| 2010  | "مواطنو العالم"                | مواطنو العالم                            | كايلاش خير، تشنغ لين، الملك ساني آدي، خالد، آلات الطيران | منتج مشارك                                  |
| 2011  | "غدًا-بكرا" (عربي)              | واحد فقط                                 | متنوع                                                    | منتج                                        |
| 2012  | "يوم جديد في الأفق"            | "يوم جديد في الأفق"                      | أزرق مخضر-One97                                          | ملحن ومنتج                                  |
| 2013  | "الأرنب الأبيض"                | الموسيقى التصويرية لفيلم American Hustle | ميساء قرعة                                               | التعديلات الغنائية                          |
| 2016  | "اقلب الصفحة"                  | غلاف بيت سيجر                            | حفل الألوان                                              | التعديلات الغنائية                          |
| 2016  | "البشر فقط"                    | تاي ووترز                                | كاتب مشارك ومنتج مشارك                                   | كاتب مشارك ومنتج مشارك                      |
| 2019  | "أنت وأنا وأطبائي الأرجوانيون" | أنت وأنا ووثائقي الأرجوانية              | أليكسا سوينتون                                           | منتجة                                       |
| 2020  | "سعيد كما أريد أن أكون"        | سعيدة كما أريد أن أكون                   | أليكسا سوينتون                                           | منتجة                                       |

## الإنتاج التلفزيوني
قام Elder بإخراج أو تطوير أو إنتاج الأفلام التليفزيونية التالية:
- 1989–1996: أيام الإسبانية القديمة (ABC، KEYT)
- 1989–2000: برنامج تلفزيوني لوحدة عيد الميلاد لكيني لوجينز (ABC، KEYT)
- 1991: حلقة خاصة من برنامج الهالوين على قناة ABC - وودي هارلسون (مانلي مون دوج)
- 1995 حتى الآن: مهرجانات الصداقة الدولية (حدث سنوي)
- 1997–1998: كوكب واحد وشعب واحد (بث عالمي، برنامج خاص على قناة بي بي إس)
- 1999: جوائز AMAL: جوائز الموسيقى والفنون والأدب العربية الأمريكية: بث مباشر من مبنى رونالد ريجان، واشنطن العاصمة (ANA/MBC)
- 2000: نجما الموسيقى العربية (LBC International)
- 2003: كاظم الساهر وسارة برايتمان (إل بي سي إنترناشونال)
- 2005: خالد وأصدقاؤه مع كارلوس سانتانا (برنامج خاص على قناة سي بي إس )
- 2007، 2008: السودان موسيقاه وفنونه ( Link TV / Amnesty International TV / NPR / BBC TV special)
- 2010: SAHRA – World Special ( MGM Grand-Mirage، شبكات مختلفة)
- 2010: مواطن العالم (برنامج خاص على قناة PBS)
- 2014: Sahra ( MGM Grand-Mirage، شبكات مختلفة)

## قراءة إضافية
- "أن تصبح الشيء: مقالة مميزة على برنامج "فجر الإلدر" في صحيفة أرامكو السعودية العالمية. مارس 2004.
- ديسكوغرافيا Dawn Elder على Allmusic

## روابط خارجية
- إدارة فجر إلدر
- القمة الصوتية النهائية